# Antoine Gaubil
Antoine Gaubil (en chinois : Sun Kiun-yung caractère chinois： 宋君榮) (Gaillac, 14 juillet 1689-Pékin, 24 juillet 1759) est un missionnaire jésuite, mathématicien, géographe, astronome, historien, traducteur et grammairien français à la cour impériale de Pékin. Il est connu par sa vaste correspondance avec les scientifiques français Fréret et Delisle. Ses travaux furent plus tard mis largement en valeur par Abel Rémusat.

## Biographie
Antoine Gaubil entre au noviciat de Toulouse de la Compagnie de Jésus le 13 septembre 1704. Il y prononce ses premiers vœux en 1706 avant d'entamer sa formation en philosophie et en théologie. Une fois son cursus d'études achevé il enseigne l'hébreu, les mathématiques, la physique, l'astronomie, l'histoire dans différents collèges jésuites de France (Le Puy, Tournon, Cahors, Albi, La Flèche, ainsi qu'au collège Louis-le-Grand de Paris de 1717 à 1719). En 1718, il est ordonné prêtre à Paris par l'évêque d’Évreux. Mandaté par Louis XV, il part de Lorient le 7 mars 1721 pour gagner la Chine. Il consignera ses données de navigation qu'utilisera plus tard Lapérouse. Après une étape de neuf mois à Poulo Condor entre septembre 1721 et juin 1722, il atteint la côte chinoise à Canton le 27 juin 1722, où il apprend les langues chinoise et mandchoue. Il s'attache également à réunir tous les travaux d'astronomie, de mathématiques et de chronologie chinoises qui pourront lui être utiles. Il s'installe à Pékin le 26 décembre 1722. Les missionnaires n'étant tolérés à Pékin qu'en raison des services scientifiques rendus aux empereurs mandchous, il se fait reconnaître en tant qu'homme de sciences, notamment par son travail sur l'astronomie et la géographie. Antoine Gaubil se  montre très critique à l'égard des figuristes comme Joachim Bouvet et Jean-François Foucquet.
L'empereur Yongzheng le charge d'établir des relations avec les savants russes, notamment de Saint-Pétersbourg. C'est ainsi qu'il sera nommé, en 1739, membre de l'Académie impériale de Saint-Pétersbourg. Suivront ensuite ses nominations en tant que membre correspondant de l'Académie des sciences de Paris, membre de l'Académie des instructions et belles-lettres, et, en 1751, élu associé étranger de la Royal Society de Londres.
Il remplace plus tard le père Parrenin dans la direction du collège mandchou (1741). Entre 1742 et 1748 il est supérieur des Jésuites de Pékin. À partir de 1754 il supervise ensuite la construction de l'observatoire. Il meurt à Pékin le 24 juillet 1759.

## Traductions
Antoine Gaudil est réputé pour avoir traduit tout ou partie plusieurs livres canoniques chinois tels que le Liji (Classique des rites), le Yijing (Classique des changements) ou encore le Shujing (Classique des documents).

## Œuvres
- Histoire abrégée de l'astronomie chinoise

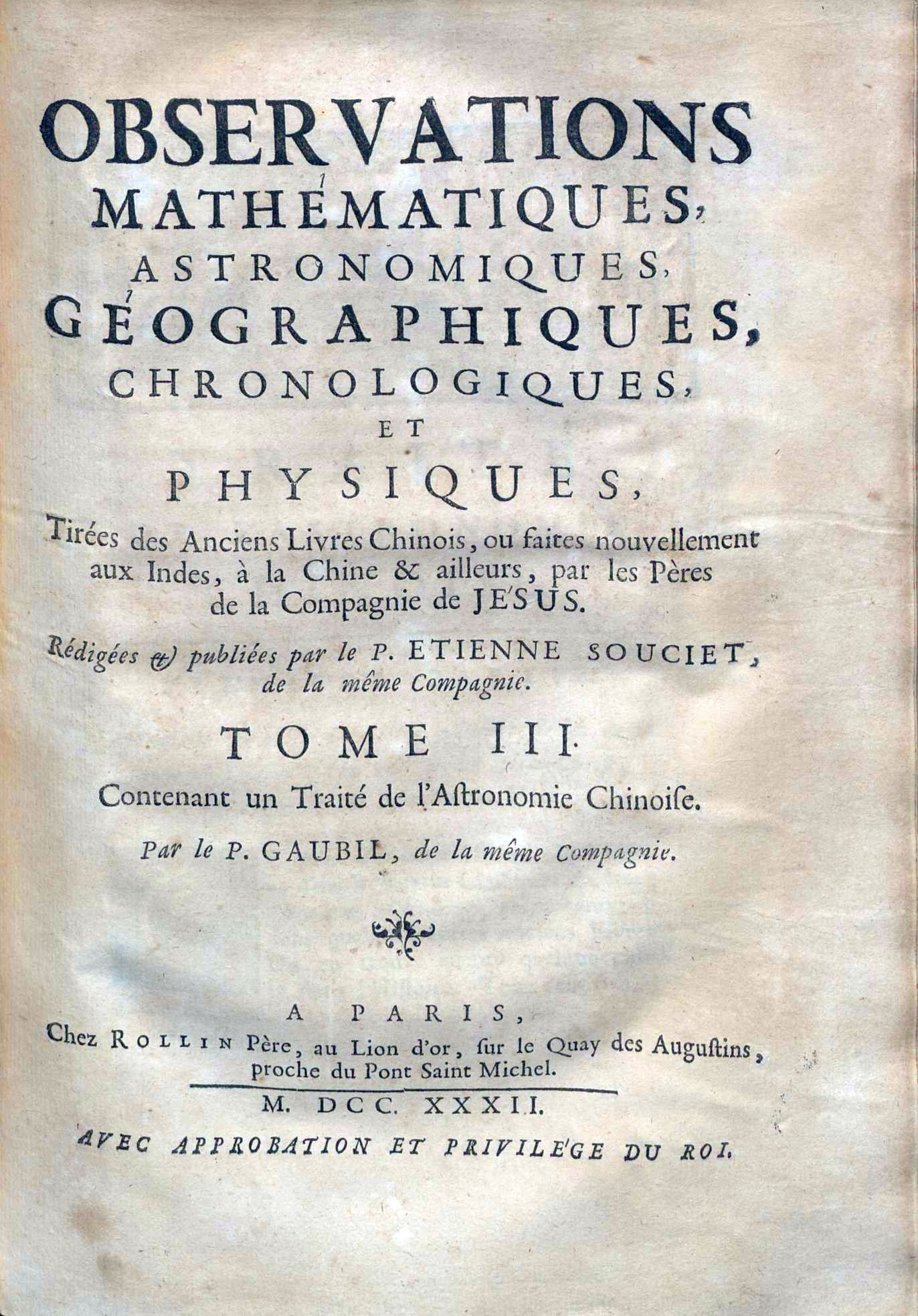
Traité de l'astronomie chinoise, 1732

- Observations mathématiques, astronomiques, géographiques, chronologiques et physiques (1729-1732), avec Etienne Souciet
- Histoire de Gentchiscan et de toute la dinastie des Mongous ses successeurs conquérans de la Chine (1739), avec Antoine Gaubil comme traducteur
- Abrégé de l'histoire chinoise de la grande dynastie des Tang (1814)
- La morale du Chou-King, ou Le livre sacré de la Chine (1851), avec Antoine Gaubil comme traducteur
- Les livres sacrés de l'Orient (1875), avec Antoine Gaubil comme traducteur